# Adam Oehlenschläger
Adam Gottlob Oehlenschläger (Kopenhagen, 4 november 1779 — aldaar, 20 januari 1850) was een Deens dichter en toneelschrijver. Hij schreef het lied Der er et yndigt land dat nu het Deense volkslied is.
Hij schreef ook een gedicht over de diefstal van de Gallehus-hoorns. Het gedicht is vaste kost op Deense scholen.
Zijn gedichten, theaterstukken en proza werden geïnspireerd door Johann Wolfgang von Goethe, Gottlieb Fichte, en Friedrich von Schelling.

## Galerij

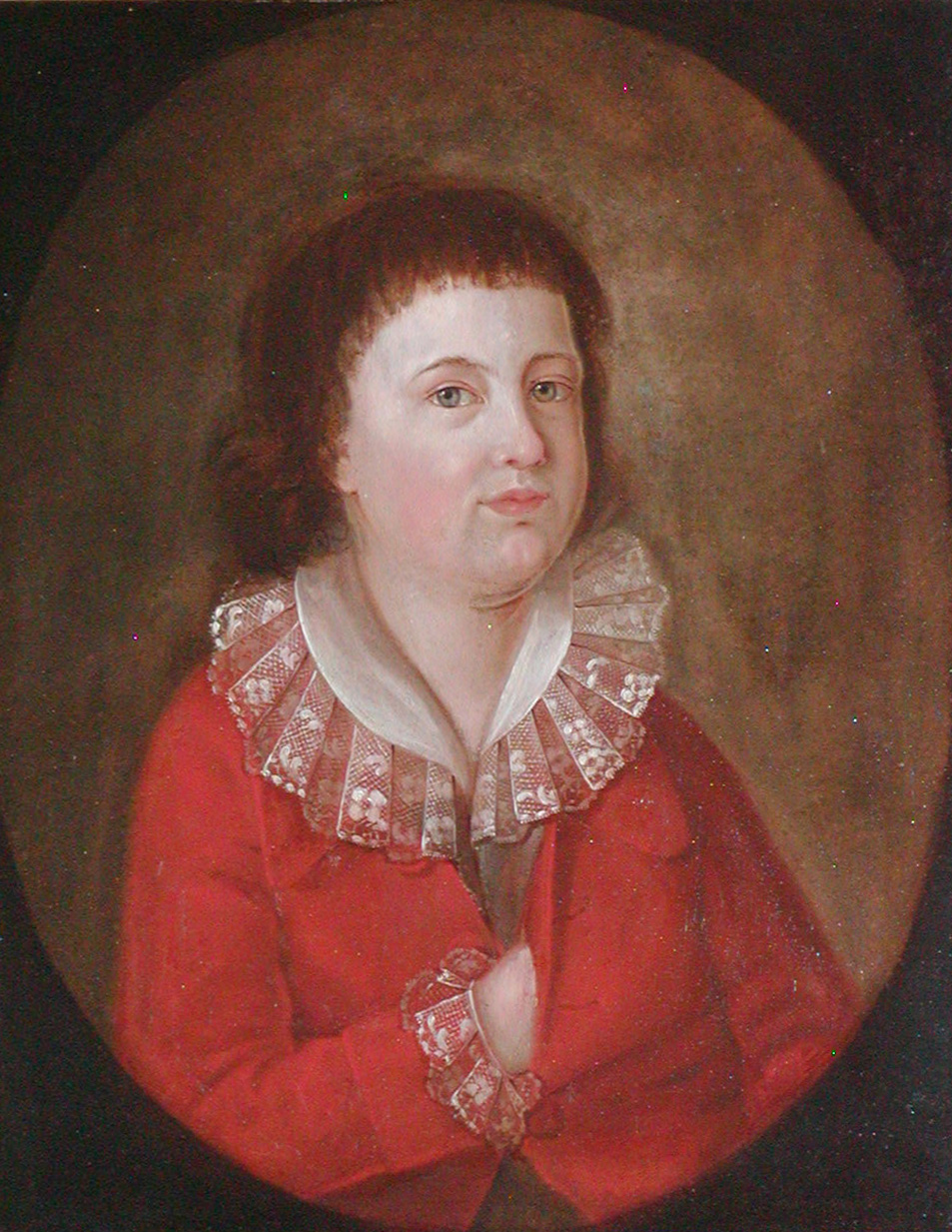
Adam Gottlob Oehlenschläger 6-jarige Adam (1785) Det Nationalhistoriske Museum, Frederiksborg Slot
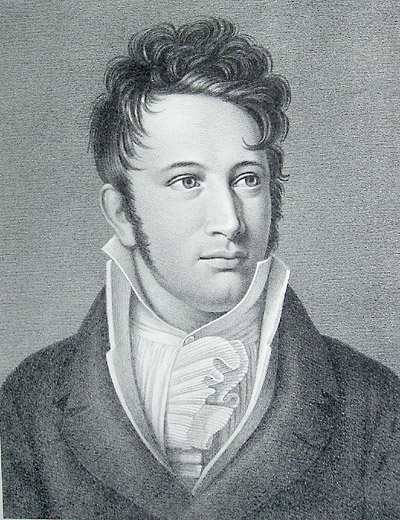
Adam Gottlob Oehlenschläger (1779-1850) Portret door J. P. Trap
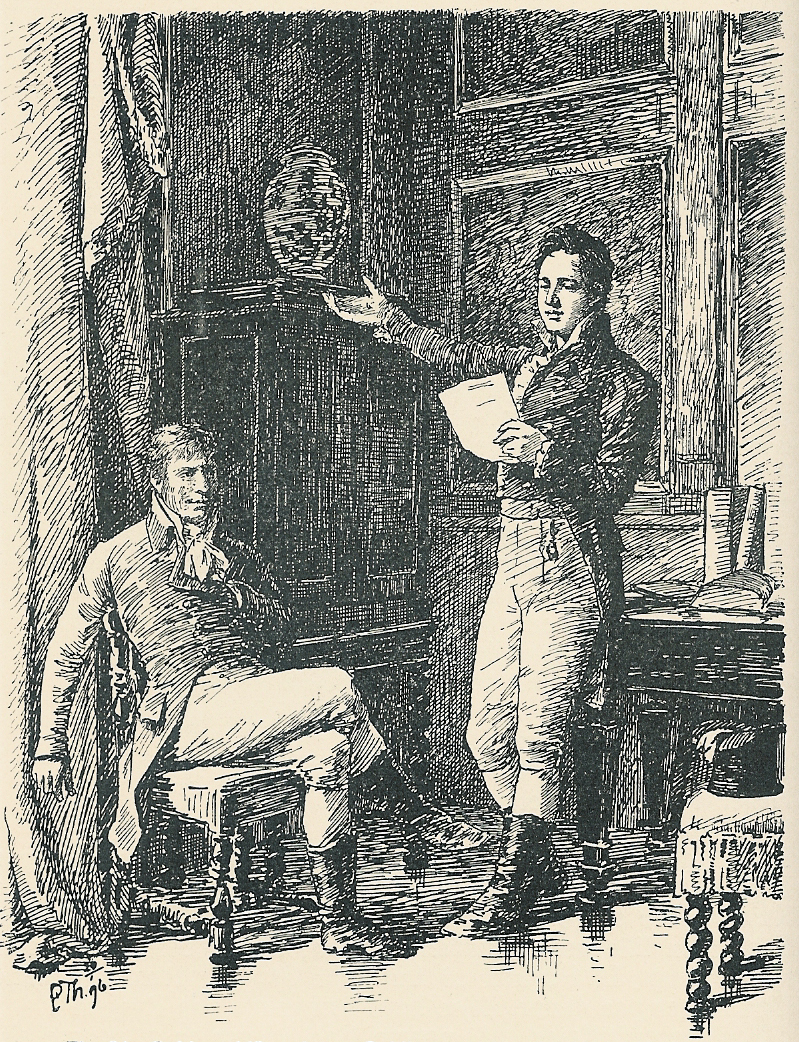
Oehlenschläger læser Guldhornene højt for Heinrich Steffens Oehlenschläger leest op uit Guldhornene voor Heinrich Steffens
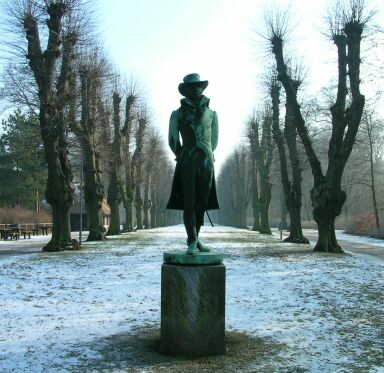
Adam Gottlob Oehlenschläger Standbeeld in Søndermarken, Frederiksberg
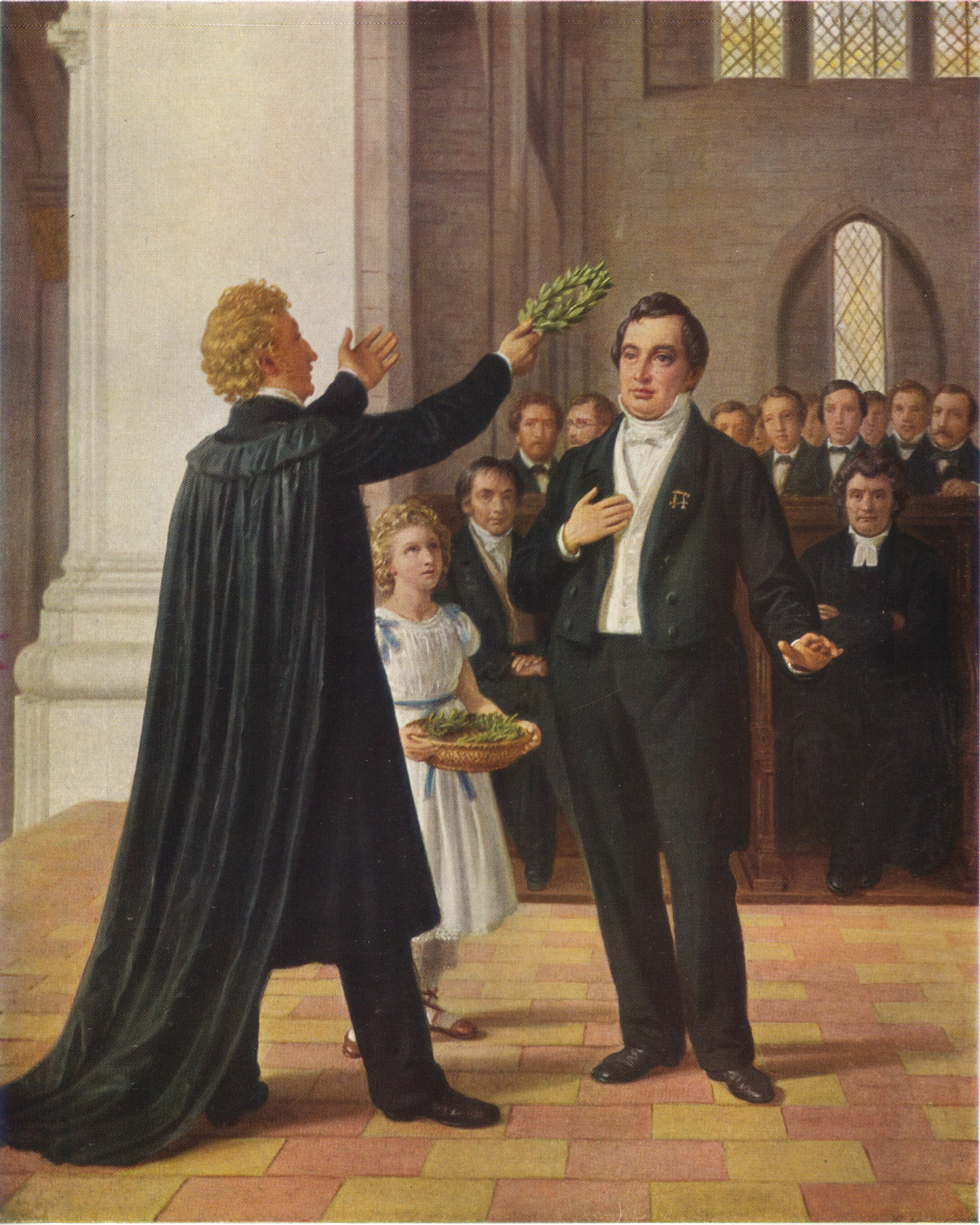
Esaias Tegnér bekroont Oehlensläger in 1829 (1866)

- Bibsys: 90103128
- Biblioteca Nacional de Chile: 000299125
- Biblioteca Nacional de España: XX1340309
- Bibliothèque nationale de France: cb121591979 (data)
- CiNii: DA0740283X
- Digitale Bibliotheek voor de Nederlandse Letteren: oehl003
- Gemeinsame Normdatei: 119071606
- International Standard Name Identifier: 0000 0001 2264 3371
- KulturNav: 7c7f4949-d11f-4a02-91ef-14be6b08abad
- Library of Congress Control Number: n79109270
- MusicBrainz: b2ead7c6-62b8-49c6-97b7-92474517ce61
- Nationale Bibliotheek van Tsjechië: mzk2005299319
- Nationale bibliotheek van Australië: 35975049
- Nationale Bibliotheek van Israël: 987007274966005171
- Nationale Bibliotheek van Polen: a0000001716866
- Nederlandse Thesaurus van Auteursnamen: 068722869
- Réseau des bibliothèques de Suisse occidentale: 02-A003652125
- RKD-Nederlands Instituut voor Kunstgeschiedenis: 355204
- Istituto Centrale per il Catalogo Unico: REAV088935
- LIBRIS: 219031
- SNAC: w6x07j5q
- Système universitaire de documentation: 109395409
- Trove: 1169829
- Virtual International Authority File: 27105324
- WorldCat: E39PBJqQCDTWGDfkGwxmH7C84q